# Clematis 'Jacqueline du Pré'
Clematis 'Jacqueline du Pré' — мелкоцветковый сорт клематиса (ломоноса). Используется в качестве вьющегося декоративного садового растения.
Назван в честь покойной британской виолончелистки Jacqueline du Pré (1945—1987).

## Описание сорта
Диплоид.
Высота 2,4—4 метра.
Цветки пониклые, колокольчатые. Листочки околоцветника тёплого розового цвета с серебристо-розовыми краями, в количестве 4, 5—6,3 см длиной, 2,5 шириной, на конце заострённые. 
Стаминодии белые с розовым.
Тычинки кремовые.
Сроки цветения: апрель — май.

## Агротехника
Местоположение: солнце или полутень. Почвы хорошо дренированные, богатые органикой. 
Группа обрезки: 1 (не нуждается в обрезке). Формирующая обрезка при необходимости осуществляется сразу после окончания цветения.
Зона морозостойкости: 4b—9b.
В качестве опоры рекомендуются обелиски, шпалеры, беседки. Может использоваться для декорирования стен или выращиваться в контейнерах.